# Johannes Strate
Johannes Strate (* 17. března 1980, Brémy) je německý zpěvák. Veřejnosti je známý jako hlavní zpěvák rockové skupiny Revolverheld.

## Životopis
Narodil se v rodině pianisty a učitelky. Vyrůstal ve Worpswede u Brém a ve věku deseti let začal hrát na kytaru. Když mu bylo čtrnáct let, založil kapelu Second Floor, později se přejmenovala na skupinu Privat a měli tříletou nahrávací smlouvu. Nejznámější singl kapely s názvem "Tut mir leid (Ich kann nicht anders)" se objevil na kompilaci VIVA Hits 13. V roce 1998 Johannes začal s hlasovým tréninkem a v roce 2002 se zúčastnil vzdělávacího programu pro rock, pop a jazz, Popkurz, v Hamburku. Jeho vysokoškolská diplomová práce byla na téma vlastního vnímání se popových hudebníků na rozdíl od vnímání médii. V zimě roku 2002 založil rockovou skupinu Manga, později přejmenovanou na Revolverheld, jeho spoluhráči z kapely jsou Kristoffer Hünecke, Niels Grötsch, Jakob Sinn a Florian Speer. Kapela vydala čtyři alba a stala se celostátně úspěšnou.
Je také jedním z iniciátorů projektu Feels like Home. Jedná se o sérii hudby a čtení, na které jsou pozváni do Německa hudebníci a skladatelé z celého světa.
Dne 30. září 2011 bylo vydáno jeho sólové album s názvem Die Zeichen stehen auf Sturm, které produkoval společně s Philippem Steinkem. V německých hitparádách se album nejvýše umístilo na 21. místě.
Strate je ve vztahu s herečkou Annou Angelinou Wolfers. Dne 17. prosince 2012 se páru narodil syn, kterého pojmenovali Emil.
V roce 2014 nahradil Tima Bendzka v roli porotce v pořadu The Voice Kids.

## Diskografie

### Studiová alba
| Rok  | Název                        | Nejvyšší umístění | Nejvyšší umístění | Nejvyšší umístění | Poznámky                    |
| Rok  | Název                        | DE                | AT                | CH                | Poznámky                    |
| ---- | ---------------------------- | ----------------- | ----------------- | ----------------- | --------------------------- |
| 2011 | Die Zeichen stehen auf Sturm | 21                | —                 | —                 | Datum vydání: 30. září 2011 |

### Singly
| Rok  | Název                                                        | Nejvyšší umístění | Nejvyšší umístění | Nejvyšší umístění | Poznámky           |
| Rok  | Název                                                        | DE                | AT                | CH                | Poznámky           |
| ---- | ------------------------------------------------------------ | ----------------- | ----------------- | ----------------- | ------------------ |
| 2011 | Es tut mir weh dich so zu sehen Die Zeichen stehen auf Sturm | 73                | —                 | —                 | Datum vydání: 2011 |
| 2012 | Ich mach meinen Frieden mit mir Die Zeichen stehen auf Sturm | —                 | —                 | —                 | Datum vydání: 2012 |